# لوون شانت

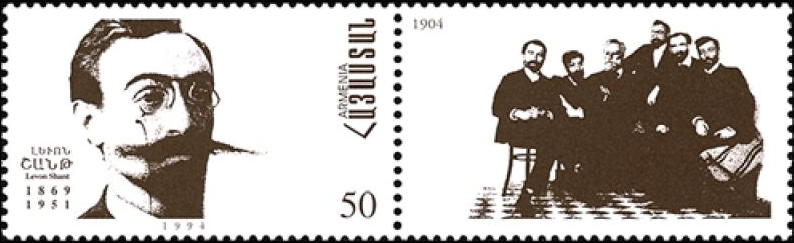
تمبری از ارمنستان با تصویر لوون شانت

لوون شانت (ارمنی: Լևոն Շանթ; انگلیسی: Levon Shant; زاده ۶ آوریل ۱۸۶۹ - درگذشته ۲۹ نوامبر ۱۹۵۱) شاعر، رمان‌نویس و نمایش‌نامه‌نویس ارمنی بود.

## زندگی
او عضو مادام العمر فدراسیون انقلابی ارمنی بود و عضو انجمن اتحادیه دانشجویی شاانت است. وی تا سال ۱۸۸۴ در مدرسه ارمنی در اسکاتاری (اسکدار) تحصیل کرد و سپس تا سال ۱۸۹۱ به حوزه علمیه گوروجیان در اچمیادزین رفت. وی برای تدریس و نوشتن به قسطنطنیه بازگشت. نخستین اثر ادبی وی توسط روزنامه هایرنیک در آن شهر در سال ۱۸۹۱ پذیرفته شد. وی در سال ۱۸۹۳ به مدت شش سال برای تحصیل علم، روانشناسی کودک، آموزش، ادبیات و تاریخ در دانشگاه‌های لایپزیگ، جنا و مونیخ به آلمان رفت. پس از آن به قسطنطنیه بازگشت، جایی که به عنوان معلم به کار خود ادامه داد. به عنوان نویسنده، او به خاطر نمایشنامه‌هایش مشهور بود: هین آستوادسنر (خدایان باستان، ۱۹۰۸)، قیصر ("امپراطور"، ۱۹۱۴)، اینکادس بردی ایشخانوهین ("شاهزاده خانم قلعه افتاده"، ۱۹۲۱)، اوشین پیل (۱۹۲۹). وی یکی از معاونان پارلمان ارمنستان در دوره جمهوری بود و در آوریل ۱۹۲۰ هیاتی را برای مذاکره با رژیم کمونیستی به مسکو هدایت کرد. وی پس از اتحاد جماهیر شوروی خود در سال ۱۹۲۱ ارمنستان را ترک کرد و در پاریس، قاهره و سرانجام در بیروت مستقر شد. وی یکی از بنیانگذاران انجمن فرهنگی هامازگائین در قاهره (۱۹۲۸) بود. سال بعد، وی از سال ۱۹۲۹ تا زمان مرگ، مدیر کالجی به نام Nshan Palandjian Djemaran در بیروت بود. او یکی از نویسندگان بسیاری که به دلیل دیدگاه‌های سیاسی در ارمنستان ممنوع هستند، بود. یک جلد از نمایشنامه‌های او به‌طور استثنایی در سال ۱۹۶۸ در ارمنستان شوروی منتشر شد. لوون شانت از نظر بسیاری به عنوان بزرگترین نمایشنامه نویس ارمنی شناخته می‌شود. نمایشنامه‌های او "امپراتور" و "خدایان باستان" در یکی از دراماهای ارمنی است که به نمایش درآمده است. دومی در سال ۱۹۱۳ پیش از نمایش در تفلیس در دنیای ادبیات انقلابی ایجاد کرد. این نمایشنامه به انگلیسی، آلمانی، ایتالیایی، فرانسوی و روسی ترجمه شد و این کار توسط کنستانتین استانیسلاوسکی در سال ۱۹۱۷ کارگردانی شد.

## آثار
- مرد «من» (‎ «Եսի մարդը‏») ۱۹۰۱
- برای کسی دیگر («‎Ուրիշի համար‏»)، ۱۹۰۳
- در راه («‎Ճամբուն վրայ‏»)، ۱۹۰۴
- خدایان باستان («‎Հին աստուածներ‏»)، ۱۹۰۸
- شاهزاده دژ شکست‌خورده («‎Ինկած բերդի իշխանուհին‏»)
- امپراتور («‎Կայսրը‏»)، ۱۹۱۶